# El Cruzado de la Prensa
El Cruzado de la Prensa fue una publicación periódica española que se editó en Córdoba durante el primer tercio del siglo XX.
Publicación de ideología católica, fue fundada en 1925 por el periodista Daniel Aguilera Camacho, que además sería propietario y director de la misma. Publicado en sus comienzos como un boletín con periodicidad semanal, con posterioridad aparecería de forma más irregular. Se editó en los talleres de El Defensor de Córdoba, también propiedad de Daniel Aguilera. El Cruzado de la Prensa alargaría su existencia hasta el comienzo de la Guerra civil.